# Liptena bergeri
Liptena bergeri is een vlinder uit de familie van de Lycaenidae. De wetenschappelijke naam van de soort is voor het eerst geldig gepubliceerd in 1974 door Stempffer.